# Dyckia weddelliana
Dyckia weddelliana är en gräsväxtart som beskrevs av John Gilbert Baker. Dyckia weddelliana ingår i släktet Dyckia och familjen Bromeliaceae. Inga underarter finns listade i Catalogue of Life.